# Daniel Alaei
Daniel Alaei (28 luglio 1984) è un giocatore di poker statunitense, cinque volte Campione del Mondo alle WSOP.

## Carriera
Nei tornei live può vantare oltre 6.000.000 di dollari vinti in carriera, frutto tra gli altri dei 5 braccialetti WSOP e di un titolo del World Poker Tour. Oltre a questi successi, ha centrato numerosi piazzamenti a premi, a partire dal 59º posto nel Main Event delle WSOP 2004, risultato migliorato alle WSOP 2007 con il 25º posto finale.
Il primo braccialetto lo centra alle WSOP 2006 nel $5.000 No-Limit 2-7 Draw Lowball con rebuy e gli frutta $430.698 di vincita. Prosegue la scia di successi alle WSOP 2009 con il titolo nel $10.000 World Championship Omaha Hi-Low Split 8 or Better, e alle WSOP 2010 nel $10.000 Pot Limit Omaha Championship e alle WSOP 2013 nel $10.000 Pot Limit Omaha. Durante le WSOP 2015 si aggiudica il suo quinto braccialetto nel $10.000 Omaha Hi/Lo Championship, riconfermandosi tra i più forti giocatori di Omaha al mondo.
Nel dicembre 2009 ha vinto il WPT Five Diamonds Poker Classic, aggiudicandosi $ 1.428.430.

## Braccialetti World Series of Poker
| Anno | Evento                                             | Premio (US$) |
| ---- | -------------------------------------------------- | ------------ |
| 2006 | $5,000 No-Limit 2-7 Draw Lowball w/ Rebuys         | $430,698     |
| 2009 | $10,000 World Championship Omaha Hi/Lo 8-or-better | $445,898     |
| 2010 | $10,000 Pot-limit Omaha Championship               | $780,599     |
| 2013 | $10,000 Pot-limit Omaha Championship               | $852,692     |
| 2015 | $10,000 Omaha Hi-Lo 8 or Better Championship       | $391,097     |